# Közönséges lucfenyő

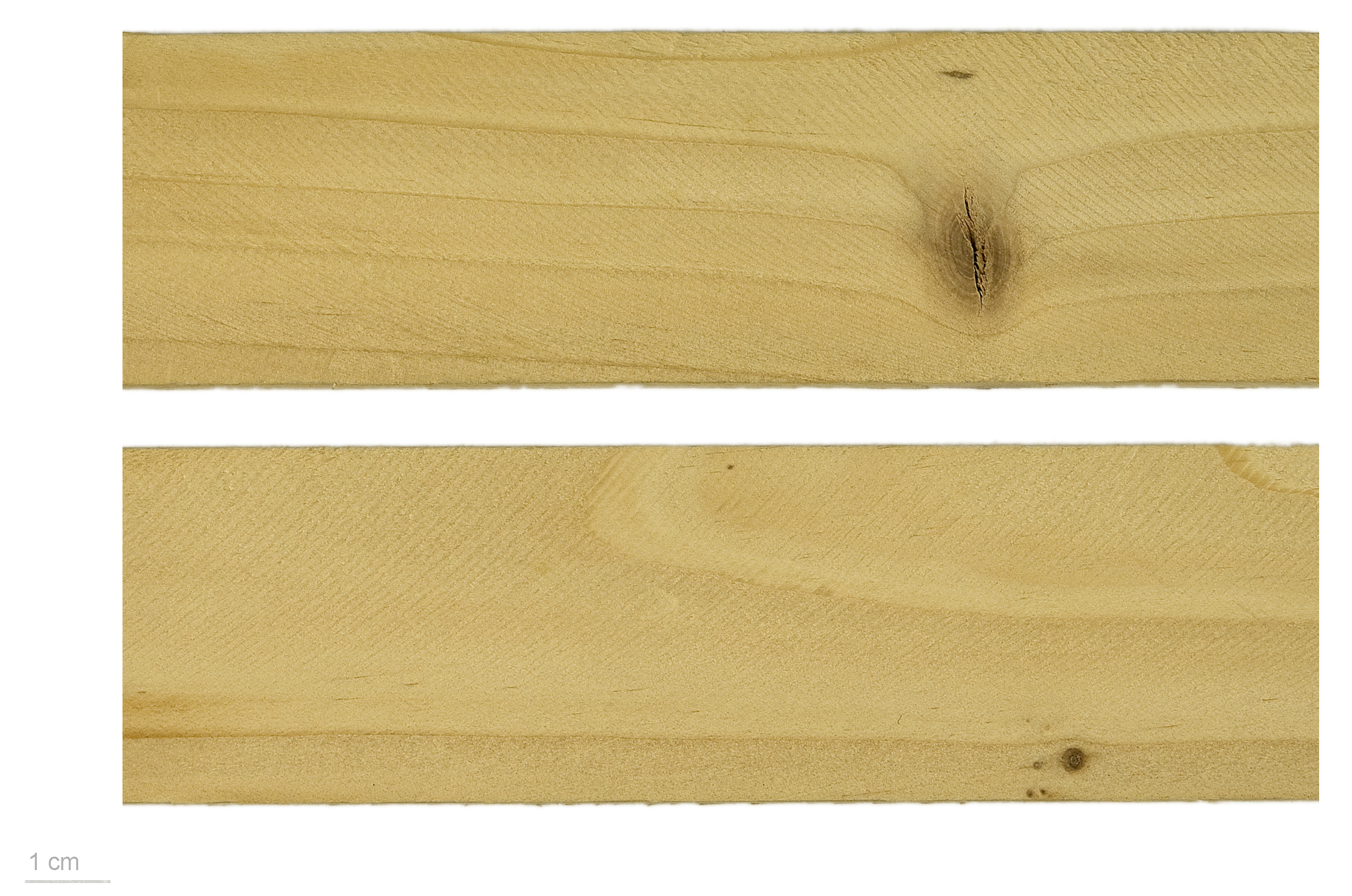
Picea abies

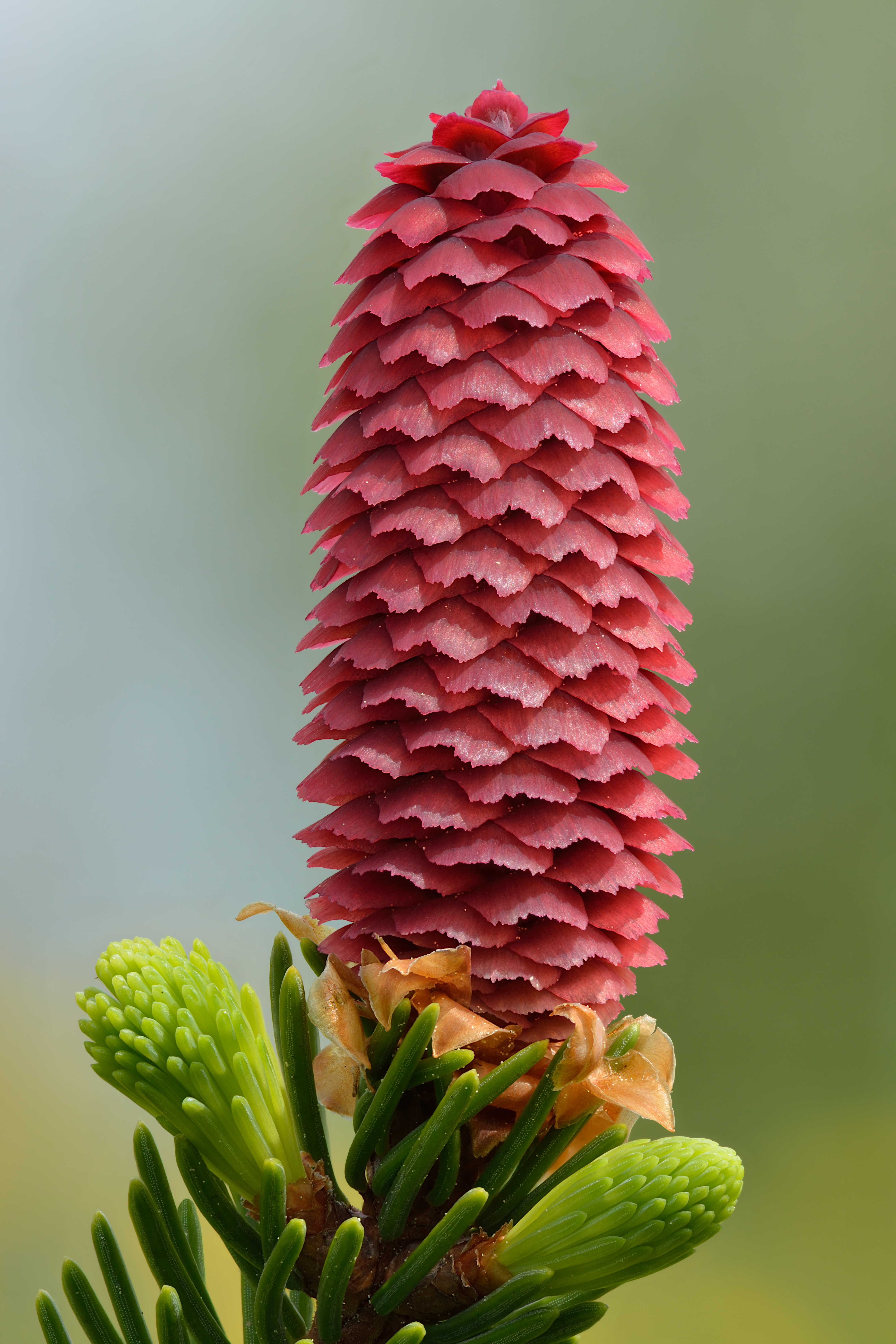
Fiatal termős toboza

A közönséges lucfenyő (Picea abies) a fenyőfélék (Pinaceae) családjának lucfenyő nemzetségébe tartozó növényfaj. 2017-ben a német erdészek az év fájává választották.

## Származása, elterjedése
Hazája Észak- és Közép-Európa, tehát az északi flórabirodalom közép-európai, kontinentális-pusztai és eurázsiai–boreális flóraterülete. Leginkább az Alpok és a Kárpátok 800 és 1800 méter közötti területein alkot zárt erdőségeket. Az eurázsiai tajga három meghatározó fafajának egyike. Nálunk az Alpok nyúlványain őshonosnak tartják.

## Megjelenése, felépítése
Elérheti az 50 méter magasságot, törzsének átmérője a 2 métert. Törzse egyenes, koronája többnyire sűrű, kúp alakú. Vörösesbarna, esetleg szürke kérge vékony csíkokban válik le.
Ágai örvökben, vízszintesen állnak, a végükön a hajtások idővel mindinkább lecsüngenek. A szabadon, nem csoportosan élő egyedek alsó ágai a földig is leérhetnek, és nem ritkán le is gyökereznek. A sűrű erdőkben az alsó ágak fokozatosan elszáradnak és a törzs felkopaszodik. Kúp alakú koronáján kevésbé marad meg a hó, nagy része lepereg.
Fénylő sötétzöld, keskeny, kemény tűlevelei a hosszúhajtásokon egyesével, szórtan, a törpehajtásokon körkörösen vagy fésűsen állnak. Az 1-2,5 cm hosszú, 1 mm széles, szúrós hegyű levelek négyélűek, mindegyik oldalukon alig látható levegőnyílásokkal.
Tobozai felfelé állnak, majd ősszel, amikorra megérnek, lecsüngenek, és egészben hullanak le, ekkor már 15–20 cm hosszúak.
30-40 méter magas, hengeresen kúpos koronájú fa. Termése a nemzetségen belül nagynak számító, 8–16 cm hosszú („szivartoboz”).

## Életmódja, termőhelye
Magashegységekben állományképző („fenyőöv”). Életkora elérheti az 500 évet. Bolygónk egyik legidősebb ismert élőlénye "Az Öreg Tjikko", a szénizotópos kormeghatározás alapján 9550 éves.
Tobozai egyes években tömegesen jelennek meg az idősebb növények koronájának felső harmadában.
Páraigényes, eredeti termőhelyének megfelelő hegyvidéki klímát és üde talajt kíván. Száraz, sovány talajra, nagyvárosokba nem való; száraz levegőn több betegség és a lucfenyő-gubacstetű (Adelges abietis) támadja meg.

## Felhasználása
A leggyakrabban karácsonyfának használják. Igen népszerű, mivel szép a formája, és a többi fenyőfánál olcsóbb. A vágott fa azonban hamar lehullatja a leveleit, mivel a páradús környezetet kedveli, ezért a száraz levegőjű lakásokban vízzel töltött karácsonyfatalpba állítják, hogy megelőzzék a tűlevélhullást.
Az iparban több céllal hasznosítják; a gazdasági jelentősége nagy.
Fájából készül a legjobb minőségű papír, továbbá a glicerin és a faszesz. Ezek mellett használják:
- hengeres formáját: a kertépítészetben, a mély- és magasépítésben, v készülnek belőle vezetékek oszlopai stb.,
- fűrészelve: ládák, rakodólapok, gerendák, építőipari szerkezeti elemek, zsaludeszkák stb.,
- gyalulva: ablak-, ajtóelemek, bútorlécek, lambériák, külső és belső épületelemek, létrák, lépcsők részei, parketták, hajópallók, tetőfedő zsindely stb.,
- nagyon szigorú szempontok alapján válogatott anyagából készül a legtöbb húros hangszer rezonánsa, azaz hangot sugárzó alkatrésze, teteje,
- egyéb formában: aprítékként a forgács- és farostlemezgyártáshoz, cellulóz, fagyapot céljára.

A számára kedvező éghajlatú városok utcáira sűrűn kiültetett lucfenyők elnyelik a zajt. Párás levegőn a metszést is jól tűri, és szép sövénnyé nevelhető.
Zöld gallya fontos kötészeti alapanyag, amit főleg koszorúalapokhoz használnak. A kötészetekben tobozát is hasznosítják a zöld koszorúk díszítésére és a görög koszorúk alapjához (többnyire egészben, ritkábban félbevágva).
A kertészetekben kiváltképp alanyként jelentős: rendszerint erre alapra oltják az ezüstfenyőfajtákat és a többi lucfenyőt.

## Fajtái, kertészeti változatai
Igen sok fajtájának főleg koronaformája különbözik az alapfajétól. Többségüket csak gyűjteményes kertekben ültetik.
- Aurea — Termete, növekedése az alapfajéhoz hasonló, de fiatal hajtásain a tűlevelek felső, napsütötte része aranysárga.
- Cranstonii — Kígyóluc néven ismert. Kevéssé elágazó, vastag oldalágai lecsüngenek.
- Echiniformis — Törpe, nagyon lassan növő fajta. Fejlettebb korában párnaszerű, azaz kissé szélesebb, mint amilyen magas.
- Finedonensis — A 19. század végén, Angliában fejlődött ki. 10-15 méter magasra nő. Fiatal hajtásai májusban világossárgák–sárgászöldek, majd fokozatosan megzöldülnek, illetve barnás árnyalatúvá válnak, mintha megperzselődtek volna. Ágai vízszintesen állnak; kúpos koronája fölfelé egyenletesen keskenyedik. Végálló, világosbarna tobozai lecsüngenek. Az alapfajnál sokkal kényesebb: szélvédett helyet, párás levegőt, üde, morzsalékos talajt igényel. A tűző nap megégeti. A fiatal oltványokat támaszték mellett kell nevelni addig, amíg sudaruk ki nem fejlődik.
- Gregoriana — Nagyon lassan (évente 1–2 cm-t) növő fajta. Sűrűn ágas; idősebb korában tömött párna vagy félgömb alakú.
- Inversa — Angliában fedezték fel a 19. században. Sudara gyakran ferdén feláll vagy akár le is konyul, ezért karózni kell, akkor 10-15 méter magasra is megnőhet. Sűrűn álló ágai zuhatagszerűen lecsüngenek, a törzset teljesen eltakarják. Vastag tűlevelei fényeszöldek. Nagy humusztartalmú talajt, párás levegőt, félárnyékot kíván.
- Kámon — Amint neve is mutatja, a Kámoni arborétumban keletkezett, méghozzá a  'Cranstonii' változat mutációjaként. Szaporítását Bánó István erdőmérnök kezdte 1955-ben. Ez a törpe növésű fajta még tízéves korában is csak mintegy fél méter magas és kétszer olyan széles. Hajtásai vörösbarnák, tűlevelei sűrű örvekben állnak. A szárazságot elég jól tűri, a lucfenyő-gubacstetű mérsékelten károsítja.
- Little Gem — Lapított félgömb alakú, törpe fajta.
- Maxwellii — 1-1,5 m-es, kezdetben lapított félgömb, később kúp alakú törpefenyő, vastag hajtásain előreálló, merev, körkörösen növő tűlevelekkel.
- Nidiformis — Alig 1 méteres. Fiatalon ágai vízszintesen nőnek; ilyenkor középen kissé bemélyedő lapult gömb alakú, fészek formájú. Később kifejlődhet a vezérhajtása, ilyenkor tömzsi kúpformát vesz fel. Friss levelei sárgás-, később világoszöldek. Sziklakertbe alkalmas, az előző fajtához hasonlóan. Párás levegőt és nedves talajt igényel, tehát nyáron öntözni kell. Lassan nő.
- Ohlendorffii — Előbb gömbölyded, majd szabálytalanul széles kúp alakú, lassú növekedésű fenyő, felfelé növő, sűrű ágrendszerrel. 6–8 m magas lesz.
- Pyramidata — Nagy fává nő, meredeken fölfelé törő vezérhajtással, karcsú, tömör koronával.
- Tompa — Széles, tömött kúp alakú törpefenyő, keskeny, sötétzöld tűlevelekkel. A cukorsüvegfenyőre hasonlít. Magyar fajta.
- Viminalis — Nagy fává nő. Ágai ívesen elállnak, majd lehajlanak, törpehajtásai hosszan lecsüngenek.

## Képgaléria

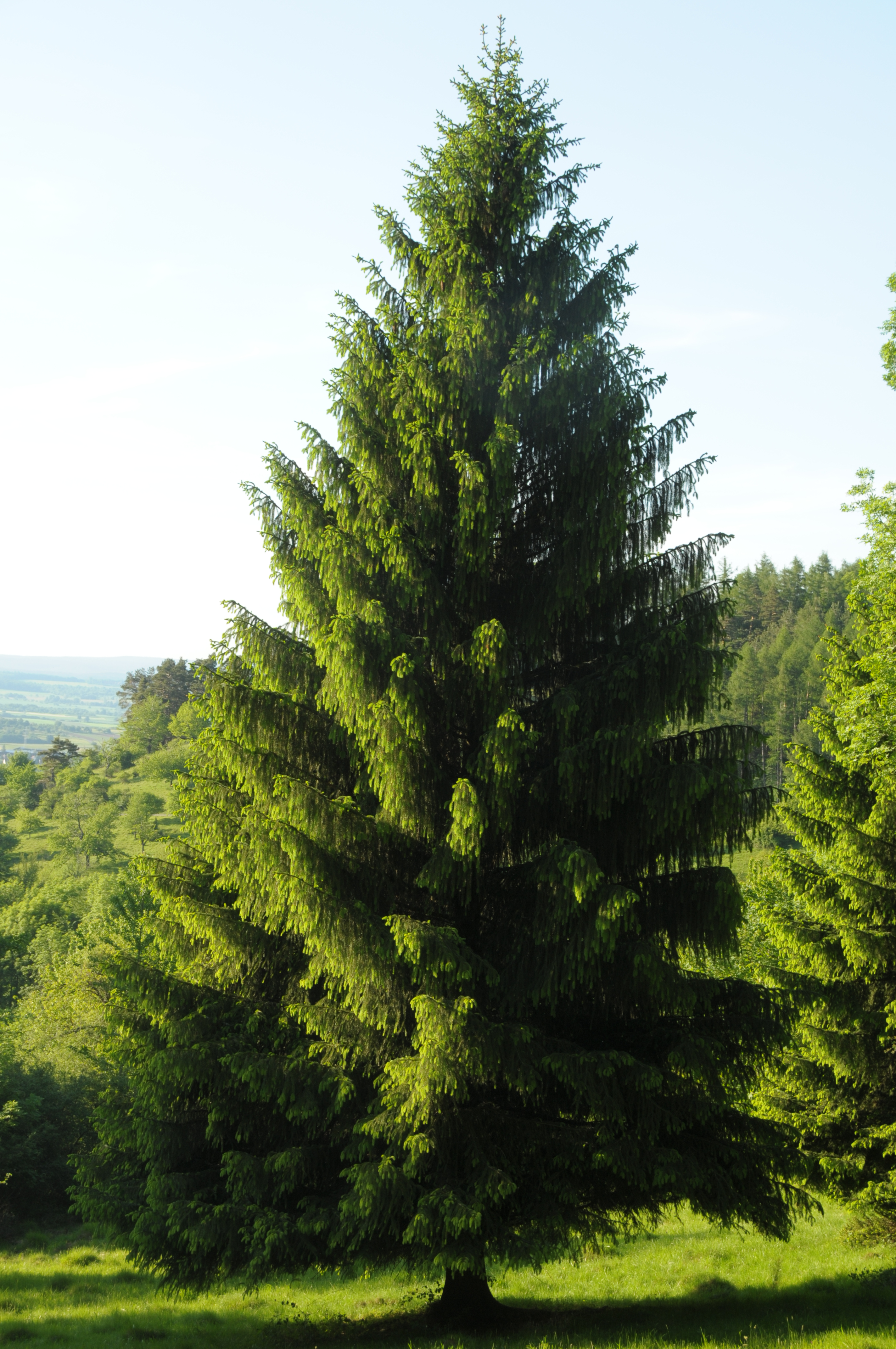
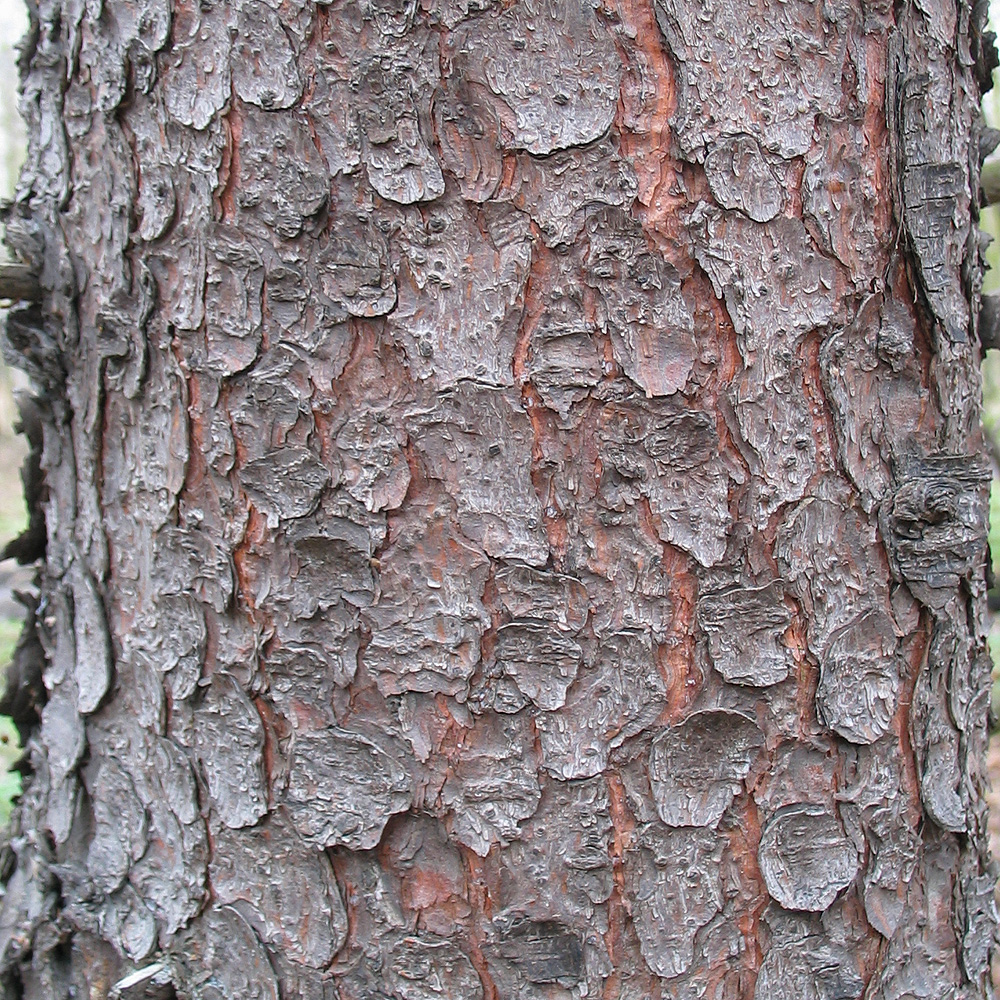
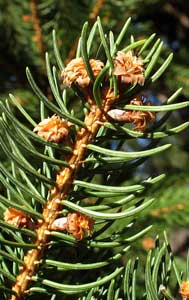
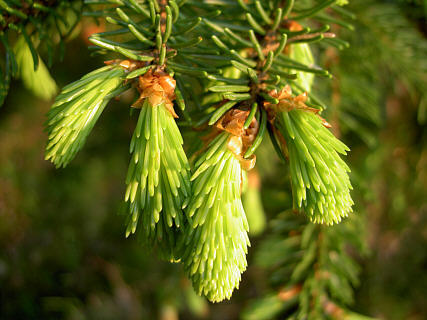
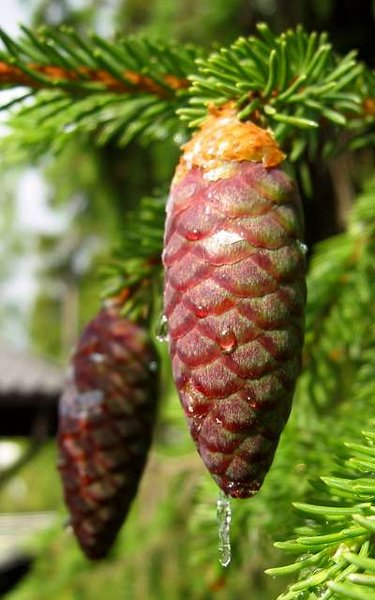
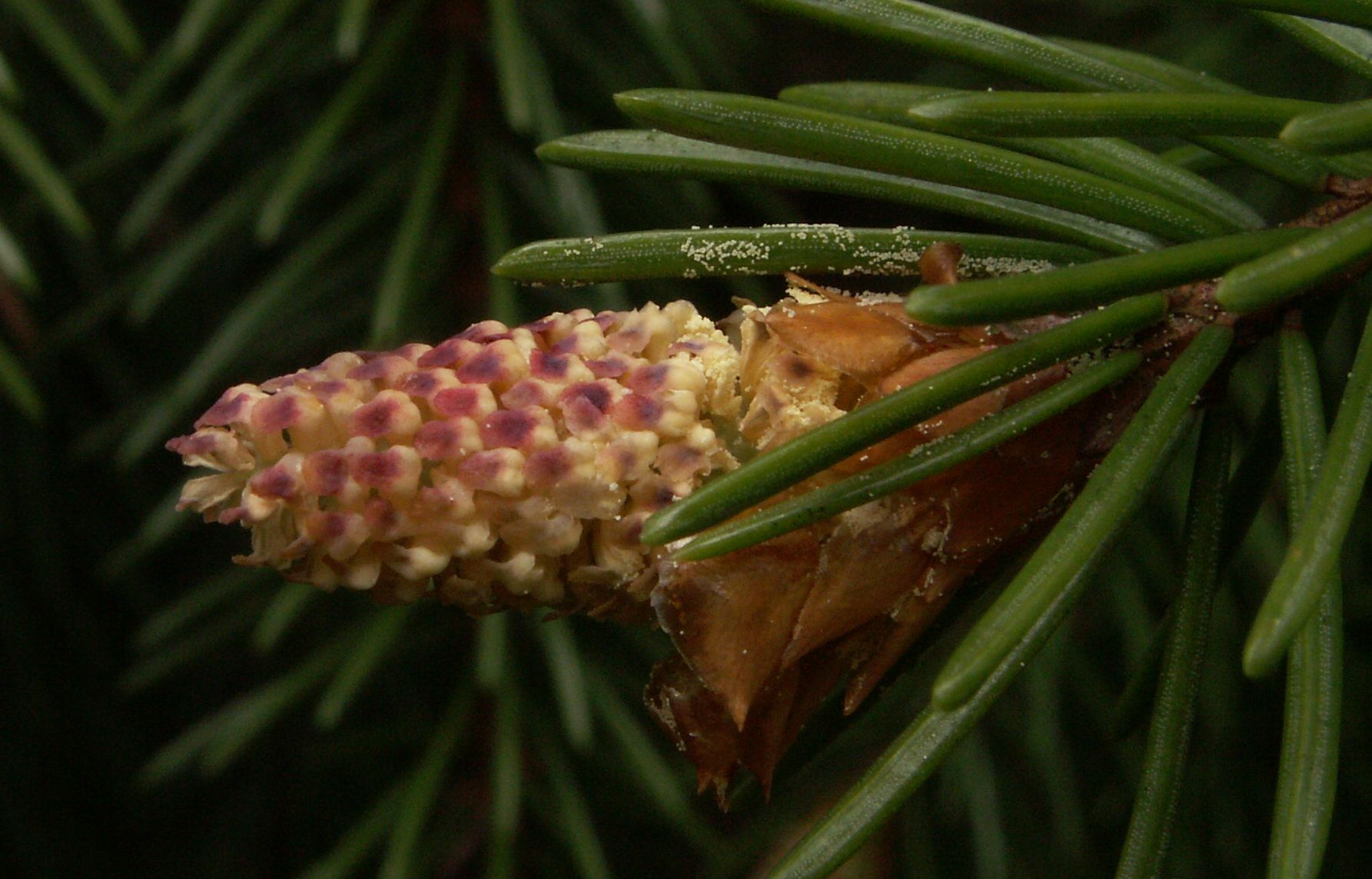